# Scena d'estate
Scena d'estate (Scene d'Eté) è un dipinto del pittore francese Jean-Frédéric Bazille, realizzato nel 1869 e conservato al Fogg Art Museum dell'università di Harvard.

## Descrizione

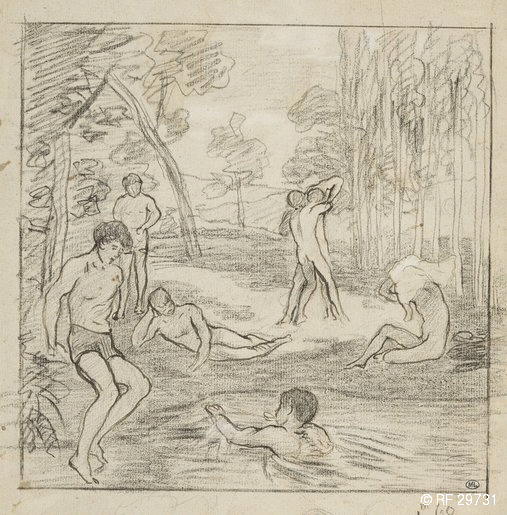
Jean-Frédéric Bazille, Studio per la Scena d'estate (1869); inchiostro nero e carboncino, 30,5 x 23,2 cm, museo d'Orsay, Parigi

In quest'opera Bazille raffigura otto giovani che prendono il sole sulle rive erbose del fiume Lez o fanno il bagno immersi nelle sue acque azzurre appena increspate. Dei vari bagnanti uno è languidamente disteso su un fianco e osserva due suoi compagni mentre combattono giocosamente: dietro di loro è raffigurato un altro uomo in procinto di spogliarsi per godersi la frescura delle acque fluviali. In primo piano un ragazzo dallo guardo pensoso appoggia la schiena su un tronco di betulla, con indosso solo un'esile mutanda di cotone: un altro sta fuoriuscendo dallo specchio d'acqua aiutato da un amico a torso nudo, mentre un altro ancora è colto di tergo, immerso fino alle spalle nel fiume. Tutt'intorno a loro si dispiegano le verdeggianti colline della Francia meridionale, costellate di alti alberi che si ergono maestosi nel cielo. In basso a sinistra, infine, il dipinto è firmato e datato: «F. Bazille, 1869».
La scena, nel suo complesso, ha forti connotati idilliaci e bucolici, a tal punto da sembrare un sogno arcadico, di quelli ritratti da Poussin e Lorrain. Bazille, in effetti, ricolma questo dipinto di una nostalgia dolce e serena, essendo Lez un fiume che scorreva attraverso Castelnau, città presso la quale i suoi genitori possedevano una vasta tenuta di famiglia e dove da piccolo aveva trascorso giornate magnifiche. Il dipinto, oltre a essere notevole per «la sorprendente pienezza della luce», proveniente da «un sole che inonda la tela!» (come rilevò un entusiasta Zacharie Astruc), colpisce anche per la sua tessitura cromatica. Bazille, infatti, modula con grande maestria le luci e le ombre così da staccare il secondo piano (dove l'azzurro luminoso del cielo si accorda armonicamente con il verde tenero della campagna occitana) dal primo, dove i vari bagnanti sono assiepati sotto l'ombra della betulla. Con questa peculiare scelta tecnica Bazille concede un ampio respiro alla composizione, ben delineata sia nei volumi complessivi sia nei dettagli più particolareggianti.
Il dipinto, così come era solito fare Bazille, non fu eseguito direttamente en plein air, bensì è il frutto di un meditato lavoro in atelier: del lavoro preparatorio relativo al dipinto, per esempio, ci rimane un disegno che non solo delinea la disposizione spaziale delle figure, ma è pure quadrettato in modo da agevolare la traduzione su tela della composizione. Sembra, infatti, che Bazille abbia iniziato l'esecuzione dell'opera a Parigi, per poi completarla dopo un viaggio a Castelnau-le-Lez. Per i torsi nudi dei vari bagnanti il pittore si ispira ad Andrea Mantegna e Sebastiano del Piombo: egli, tuttavia, era ben lungi dal riproporre meccanicamente una tipologia artistica accademica, tanto che questi precedenti pittorici sono da lui impiegati in maniera del tutto inedita, per esplorare l'universo contemporaneo. Oltre alle varie fonti figurative consistenti sono quelle letterarie: Bazille, infatti, si mostra assai sensibile al romanzo Manette Salomon di Jules ed Edmond de Goncourt, pubblicato su Le Temps nel 1867, dove è presente una scena descrivente alcuni giovani bagnanti che si tuffano nelle acque. L'opera, accettata calorosamente dalla critica, ebbe un'eco molto forte e duratura: in Scena d'estate, infatti, si riconoscono tematiche e interessi vicini a quelli che animeranno la produzione pittorica di Paul Cézanne, artista che pure si confrontò nella raffigurazione di bagnanti. Non meno significativa è l'influenza che la Scena d'estate ha esercitato sulla genesi di The Swimming Hole di Thomas Eakins, altro dipinto raffigurante un gruppo di bagnanti (stavolta completamente nudi).